# انانترام، بونگیر مندال
انانترام، بونگیر مندال (به انگلیسی: Anantharam, Bhongir mandal) یک منطقهٔ مسکونی در هند است که در آندرا پرادش واقع شده‌است.

## خصوصیات
انانترام ۲٬۴۴۱ نفر جمعیت دارد.